# Roms historiska centrum, Heliga stolens egendomar i Rom med extraterritoriella rättigheter och San Paolo fuori le Mura
Roms historiska centrum, Heliga stolens egendomar i Rom med extraterritoriella rättigheter och San Paolo fuori le Mura är ett världsarv i Rom, Italien och Vatikanstaten. Världsarvet består Roms historiska centrum och några av Heliga stolens egendomar i Rom med extraterritoriella rättigheter: Följande objekt ingår i världsarvet:
| ID     | Namn                                                                                                  | Uppsatt | Areal (ha) | Koordinater                                         |
| ------ | --- | ------- | ---------- | --------------------------------------------------- |
| 91-001 | Roms historiska centrum                                                                               | 1980    | 1446,2     | 41°53′24.8″N 12°29′32.3″Ö / 41.890222°N 12.492306°Ö |
| 91-002 | "Complesso dei San Giovanni in Laterano" (Lateranbasilikan med tillhörande annex och Lateranpalatset) | 1990    | 7,59       | 41°53′9.4″N 12°30′24.1″Ö / 41.885944°N 12.506694°Ö  |
| 91-003 | Complesso della Scala Santa                                                                           | 1990    | 1,01       | 41°53′9.4″N 12°30′24.1″Ö / 41.885944°N 12.506694°Ö  |
| 91-004 | Complesso di Santa Maria Maggiore med tillhörande annex                                               | 1990    | 1,04       | 41°53′50.2″N 12°29′56.7″Ö / 41.897278°N 12.499083°Ö |
| 91-005 | Palazzo di San Callisto i Trastevere                                                                  | 1990    | 2,14       | 41°53′22.5″N 12°28′12.7″Ö / 41.889583°N 12.470194°Ö |
| 91-006 | Edifici su via Sant'Egidio                                                                            | 1990    | 0,07       | 41°53′22.5″N 12°28′12.7″Ö / 41.889583°N 12.470194°Ö |
| 91-007 | Palazzo della Cancelleria                                                                             | 1990    | 0,54       | 41°53′48.4″N 12°28′18.5″Ö / 41.896778°N 12.471806°Ö |
| 91-008 | Palazzo di Propaganda Fide vid Spanska trappan                                                        | 1990    | 0,48       | 41°54′14.6″N 12°29′1.6″Ö / 41.904056°N 12.483778°Ö  |
| 91-009 | Palazzo Maffei (Palazzo della Pigna)                                                                  | 1990    | 0,31       | 41°53′49.0″N 12°28′39.9″Ö / 41.896944°N 12.477750°Ö |
| 91-010 | Palazzo dei Convertendi                                                                               | 1990    | 0,53       | 41°54′10.7″N 12°27′38.5″Ö / 41.902972°N 12.460694°Ö |
| 91-011 | Palazzo detto dei Propilei (norra)                                                                    | 1990    | 0,52       | 41°54′9.7″N 12°27′32.5″Ö / 41.902694°N 12.459028°Ö  |
| 91-012 | Palazzo detto dei Propilei (södra)                                                                    | 1990    | 0,36       | 41°54′9.7″N 12°27′32.5″Ö / 41.902694°N 12.459028°Ö  |
| 91-013 | Palazzo Pio                                                                                           | 1990    | 0,65       | 41°54′10.4″N 12°27′49.8″Ö / 41.902889°N 12.463833°Ö |
| 91-014 | Immobili sul Gianicolo                                                                                | 1990    | 17,97      | 41°53′53.1″N 12°27′29.6″Ö / 41.898083°N 12.458222°Ö |
| 91-015 | Palazzo del Santo Uffizio                                                                             | 1990    | 0,4        | 41°54′3.7″N 12°27′21.9″Ö / 41.901028°N 12.456083°Ö  |
| 91-016 | Basilica di San Paolo fuori le Mura                                                                   | 1990    | 5,33       | 41°51′31.6″N 12°28′34.6″Ö / 41.858778°N 12.476278°Ö |